# Havernas
Havernas – miejscowość i gmina we Francji, w regionie Hauts-de-France, w departamencie Somma.
Według danych na rok 1990 gminę zamieszkiwało 355 osób, a gęstość zaludnienia wynosiła 79 osób/km² (wśród 2293 gmin Pikardii Havernas plasuje się na 646. miejscu pod względem liczby ludności, natomiast pod względem powierzchni na miejscu 924.).